# اچ‌ام‌سی‌اس اگسی (کی۱۲۹)
اچ‌ام‌سی‌اس اگسی (کی۱۲۹) (به انگلیسی: HMCS Agassiz (K129)) یک کشتی بود که طول آن ۲۰۵ فوت (۶۲٫۴۸ متر) بود. این کشتی در سال ۱۹۴۰ ساخته شد.